# Dobryninskaja
Dobryninskaya (in russo Добрынинская?) è una stazione della Linea Kol'cevaja della Metropolitana di Mosca. Fu disegnata da Leonid N. Pavlov, M.A. Zelenin, e M.A. Ilin e fu inaugurata il 1º gennaio 1950. Il design che colpisce comprende giochi di luce a zig-zag e archi di marmo rosa a quattro campate in dimensioni diverse che si alternano I piccoli archi ospitano una serie di bassorilievi di Elena A. Janson-Manizer intitolati "Popoli dell'URSS". Il mosaico alla fine della banchina, aggiunto nel 1967, è chiamato "Collina dell'Età dello Spazio", e fu creato da S.A. Pavlovskij. I muri esterni della stazione sono di marmo scuro rosso-marrone.
L'ingresso è un edificio situato sull'angolo sud-occidentale di Ljusinovskaja Ulica e dell'Anello dei giardini . Di fronte all'ingresso c'è un busto di Pëtr Dobrynin, il rivoluzionario a cui è intitolata la stazione. L'interno dell'atrio è dominato da tre mosaici che arrivano al soffitto, opera di G.I. Rubl'ëv e B.V. Iordanskij. Quello centrale, che ritrae Lenin su uno sfondo composto dagli stemmi di varie repubbliche dell'Unione Sovietica, è fiancheggiato dagli altri due intitolati "Parata degli Atleti sovietici" e "Parata delle Truppe sulla Piazza Rossa". Degno di nota è anche il candelabro appeso nell'ingresso, decorato con una grande stella di vetro rosso.

## Interscambi
Dalla stazione, i passeggeri possono effettuare il trasbordo alla stazione Serpuchovskaja della Linea Serpuchovsko-Timirjazevskaja.